# Новая Деревня (Заинский район)
Новая Деревня — опустевшая деревня в Заинском районе Татарстана. Входит в состав Тюгеевского сельского поселения.

## География
Находится в восточной части Татарстана на расстоянии приблизительно 19 км на юго-запад по прямой от районного центра города Заинск у речки Батраска.

## История
Основана в 1928 году. По состоянию на 2020 год опустела.

## Население
Постоянных жителей было: в 1938—169, в 1958 — 80, в 1970 — 79, в 1979 — 46, в 1989 — 15, в 2002 — 8 (русские 75 %), 3 в 2010.